# Wilman Conde
Wilman Fernando Conde Roa (Cali, 29 agosto 1982) è un ex calciatore colombiano, di ruolo difensore.